# Royal Borough of Greenwich

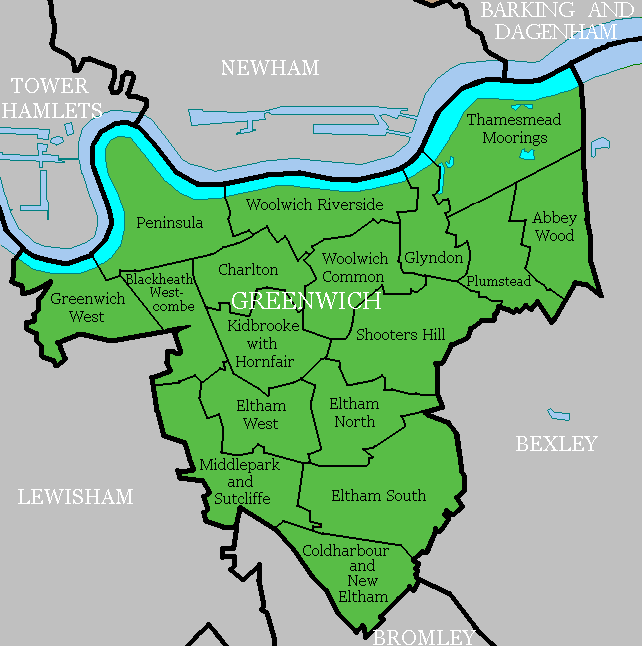
Okręgi wyborcze w Greenwich

Royal Borough of Greenwich (wymowaⓘ) – jedna z 32 gmin Wielkiego Londynu położona w jego południowo-wschodniej części. Wraz z 11 innymi gminami wchodzi w skład tzw. Londynu Wewnętrznego. Władzę stanowi Rada Gminy Greenwich (ang. Greenwich Council).  
Gmina Greenwich była jedną z sześciu pełniących rolę gospodarza Letnich Igrzysk Olimpijskich w 2012 roku.

## Historia
Gminę utworzono w 1965 na podstawie ustawy London Government Act 1963 ze stołecznych gmin Greenwich (ang. Metropolitan Borough of Greenwich) oraz Woolwich (ang. Metropolitan Borough of Woolwich) bez North Woolwich (weszło w skład Newham), które utworzono w 1900 roku w ramach podziału hrabstwa County of London na 28 gmin. 3 lutego 2012, z okazji jubileuszu panowania Elżbiety II London Borough of Greenwich zyskało przedrostek Royal oraz nowy herb.

## Geografia
Gmina Greenwich ma powierzchnię 47,35 km², graniczy od wschodu z Bexley,  od zachodu z Lewisham, od południa z Bromley, zaś od północy przez Tamizę z Barking and Dagenham, Newham i Tower Hamlets.
Najbardziej znaną częścią gminy jest Greenwich, które niegdyś było osobnym miastem. W roku 1997 Greenwich zostało wpisane przez UNESCO na listę światowego dziedzictwa kulturalnego.
Obszary wchodzące w skład gminy Greenwich
| - Abbey - Abbey Wood - Avery Hill - Blackheath Park - Charlton - Eltham - Greenwich - Kidbrooke | - New Charlton - New Eltham - Plumstead - Plumstead Common - Shooters Hill - Thamesmead - Thamesmead West - Woolwich |

Gmina dzieli się na 17 okręgów wyborczych, które nie pokrywają się dokładnie z podziałem na obszary, zaś mieszczą się w trzech rejonach tzw. borough constituencies – Eltham, Erith and Thamesmead i Greenwich and Woolwich.
| - Abbey Wood (Erith and Thamesmead) - Blackheath Westcombe (Greenwich and Woolwich) - Charlton (Greenwich and Woolwich) - Coldharbour and New Eltham (Eltham) - Eltham North (Eltham) - Eltham South (Eltham) - Eltham West (Eltham) - Greenwich West (Greenwich and Woolwich) - Glyndon (Greenwich and Woolwich) | - Kidbrooke with Hornfair (Eltham) - Middle Park and Sutcliffe (Eltham) - Peninsula (Greenwich and Woolwich) - Plumstead (Erith and Thamesmead) - Shooters Hill (Eltham) - Thamesmead Moorings (Erith and Thamesmead) - Woolwich Common (Greenwich and Woolwich) - Woolwich Riverside (Greenwich and Woolwich) |

Panorama Greenwich

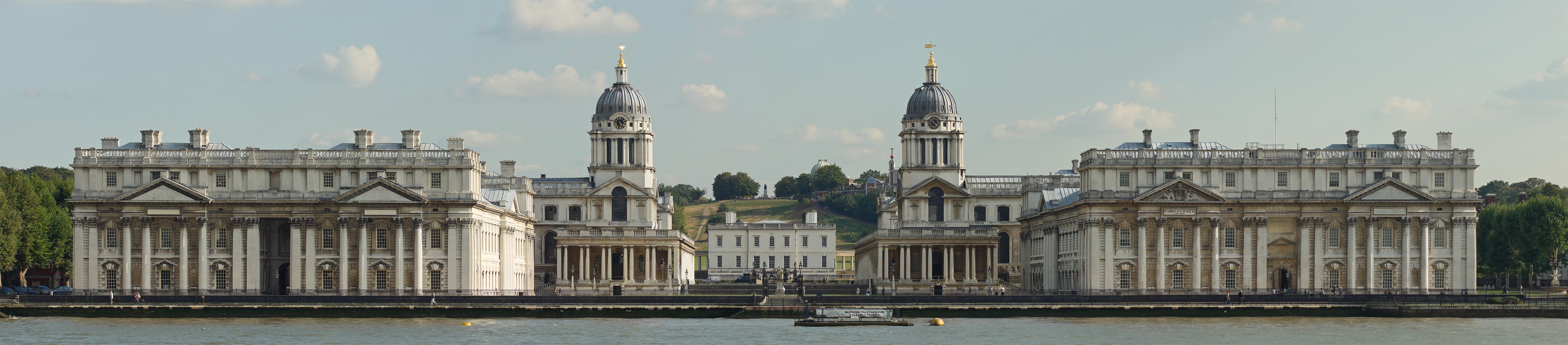
The Old Royal Naval College

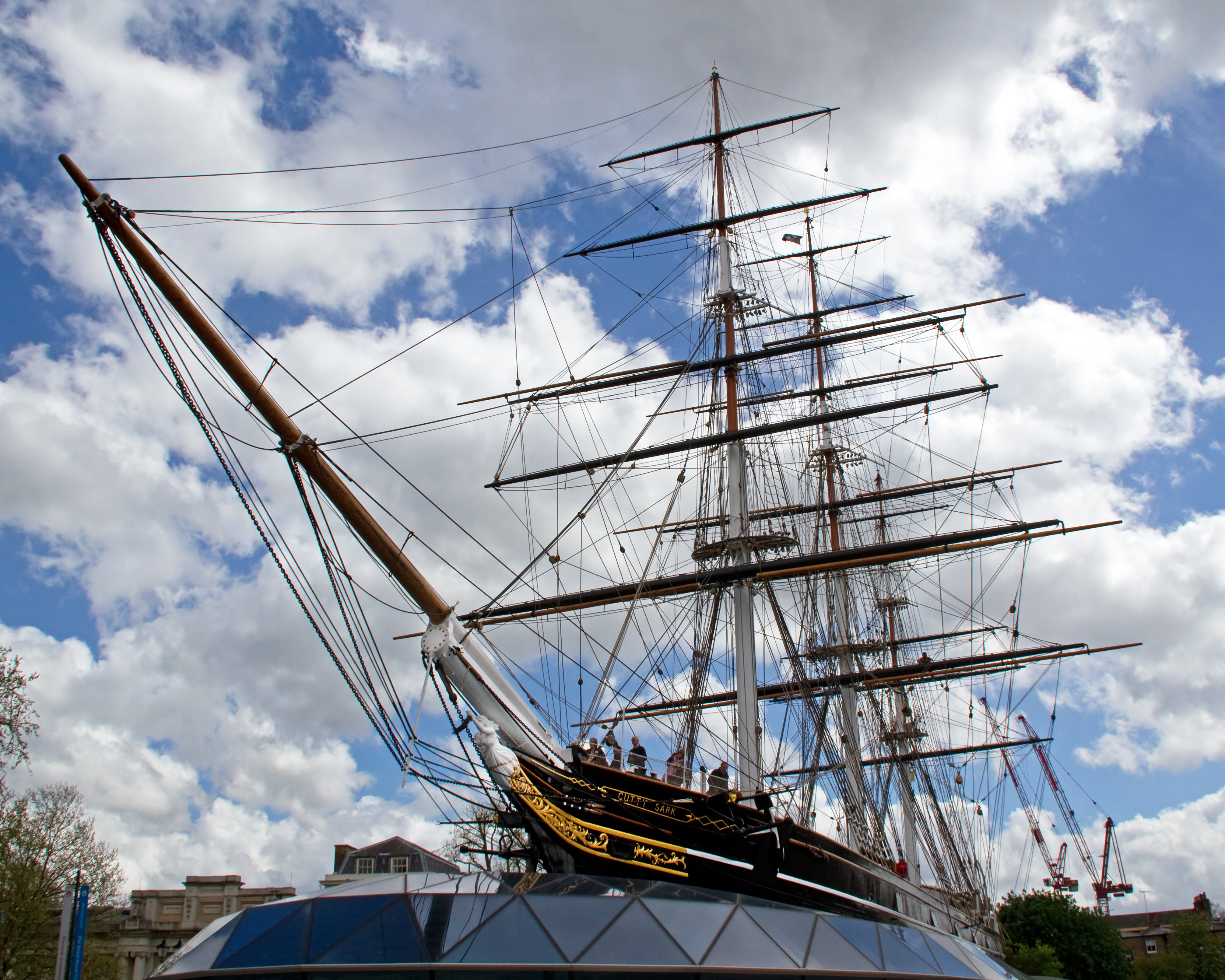
Cutty Sark

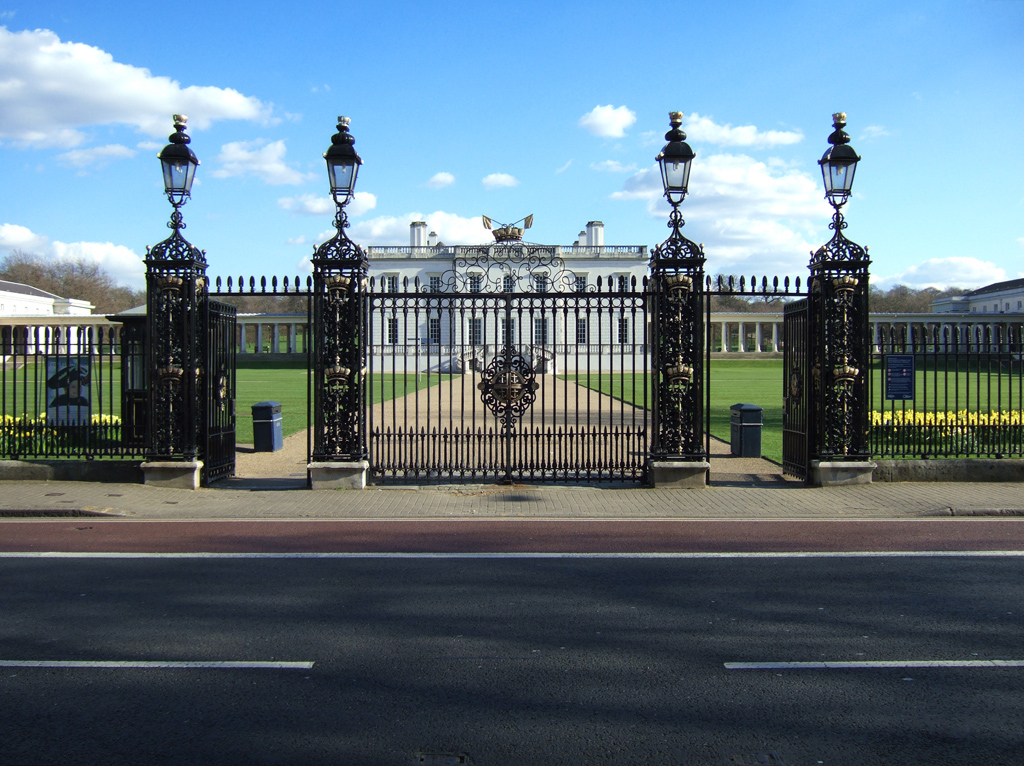
Queen’s House

## Demografia
W 2011 roku gmina Greenwich miała 254 557 mieszkańców.
Podział mieszkańców według grup etnicznych na podstawie spisu powszechnego z 2011 roku:
| - Biali Brytyjczycy: 133 130 (52,3%) - Biali Irlandczycy: 4 291 (1,7%) - Irish Travellers: 430 (0,2%) - Pozostali biali: 21 151 (8,3%) - Mieszani Karaibowie: 4 011 (1,6%) - Mieszani Afrykanie: 2 699 (1,1%) - Mieszani Azjaci: 2 361 (0,9%) - Pozostali mieszani: 3 203 (1,3%) - Hindusi: 7 836 (3,1%) | - Pakistańczycy: 2 594 (1,0%) - Banglijczycy: 1 645 (0,6%) - Chińczycy: 5 061 (2,0%) - Pozostali Azjaci: 12 758 (5,0%) - Czarni Afrykanie: 35 164 (13,8%) - Czarni Karaibowie: 8 051 (3,2%) - Pozostali czarni: 5 440 (2,1%) - Arabowie: 1 069 (0,4%) - Pozostałe grupy etniczne: 3 663 (1,4%) |

Podział mieszkańców według wyznania na podstawie spisu powszechnego z 2011 roku:
- Chrześcijaństwo –  52,9%
- Islam – 6,8%
- Hinduizm – 3,6%
- Judaizm – 0,2%
- Buddyzm – 1,7%
- Sikhizm – 1,4%
- Pozostałe religie – 0,4%
- Bez religii – 25,5%
- Niepodana religia – 7,6%

Podział mieszkańców według miejsca urodzenia na podstawie spisu powszechnego z 2011 roku:
| - Wielka Brytania (175 645 – 69,00%) - Nigeria (13 013 – 5,11%) - Indie (4 367 – 1,72%) - Irlandia (3 260 – 1,28%) - Polska (2 441 – 0,96%) - Ghana (2 315 – 0,91%) - Jamajka (2 007 – 0,79%) - Litwa (1979 – 0,78%) - Chiny (1 918 – 0,75%) - Somalia (1 742 – 0,68%) - Niemcy (1 417 – 0,56%) - Sri Lanka (1 382 – 0,54%) - Południowa Afryka (1 356 – 0,53%) - Francja (1 286 – 0,51%) | - Pakistan (1 289 – 0,51%) - Stany Zjednoczone (1 175 – 0,46%) - Kenia (1 016 – 0,40%) - Włochy (1 019 – 0,40%) - Rumunia (982 – 0,39%) - Zimbabwe (962 – 0,38%) - Turcja (924 – 0,36%) - Australia (894 – 0,35%) - Bangladesz (836 – 0,33%) - Portugalia (623 – 0,24%) - Hiszpania (590 – 0,23%) - Filipiny (548 – 0,22%) - Iran (230 – 0,09%) - pozostali (29 341 – 11,53%) |

## Transport

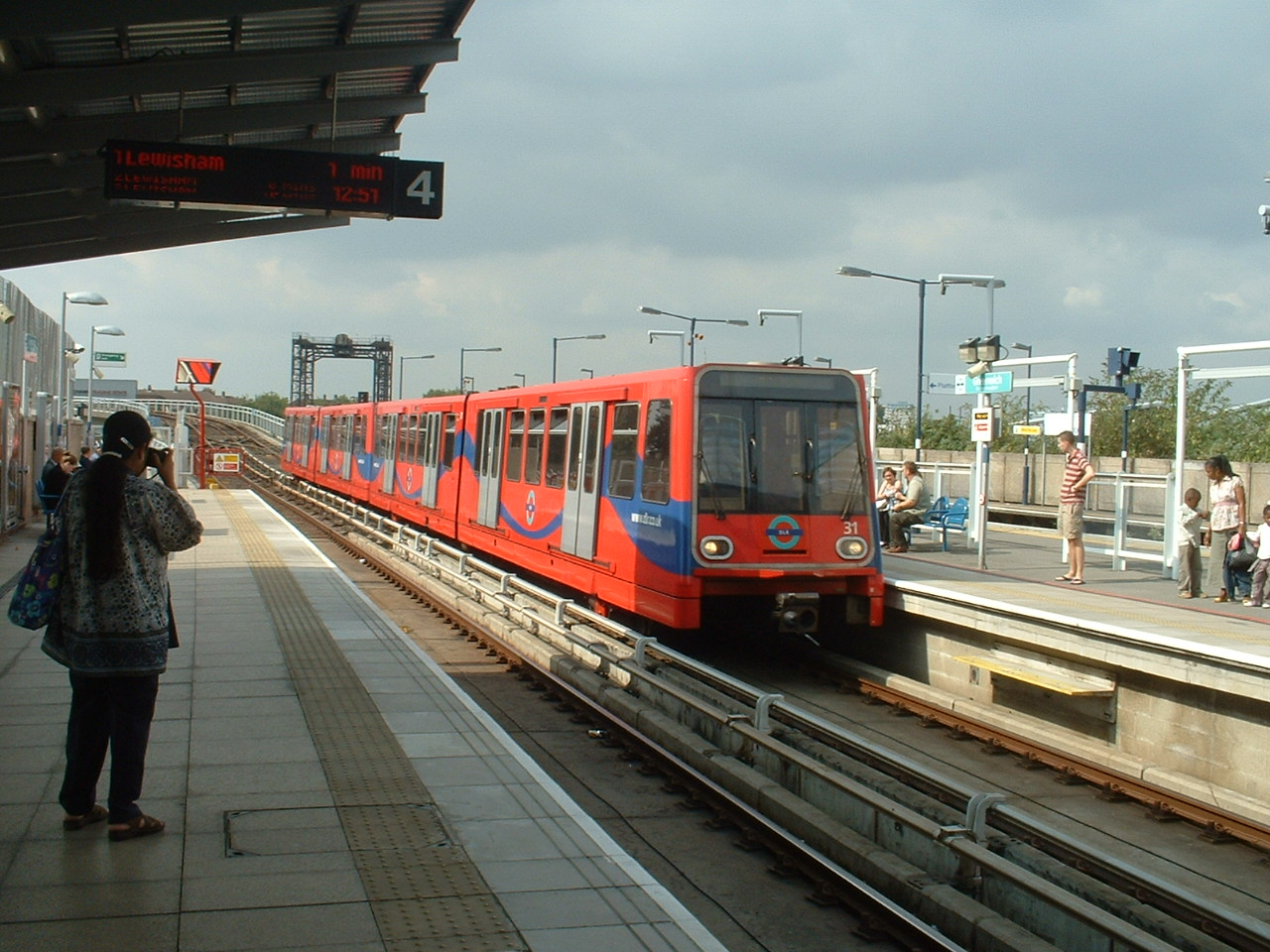
Greenwich DLR

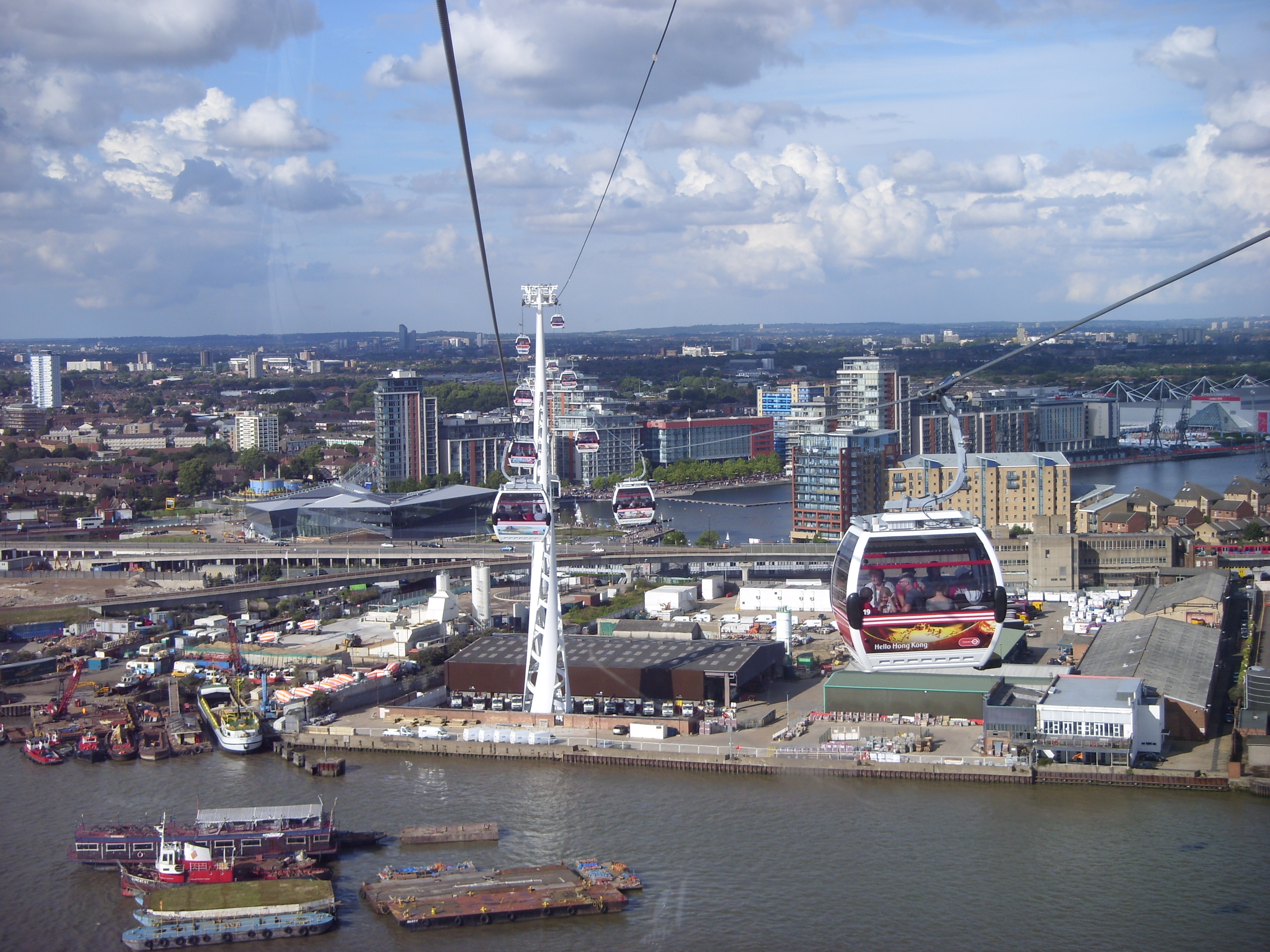
Kolejka gondolowa nad Tamizą Emirates Air Line

W 2012 roku oddano do użytku kolejkę gondolową nad Tamizą o długości pół kilometra, która połączyła Greenwich i Doki Królewskie w Newham.
Przez dzielnicę Greenwich  przebiega jedna linia metra Jubilee Line.
Stacje metra
- North Greenwich – Jubilee Line

Stacje DLR (Docklands Light Railway)
- Cutty Sark for Maritime Greenwich
- Deptford Bridge (na granicy z Lewisham)
- Elverson Road (na granicy z Lewisham)
- Greenwich
- Woolwich Arsenal

Pasażerskie połączenia kolejowe na terenie Greenwich obsługuje przewoźnik Southeastern.  
Stacje kolejowe
- Abbey Wood
- Charlton
- Eltham
- Falconwood (na granicy z Bexley)
- Greenwich
- Kidbrooke
- Maze Hill
- Mottingham
- New Eltham
- Plumstead
- Westcombe Park
- Woolwich Arsenal
- Woolwich Dockyard

Mosty i tunele
- Blackwall Tunnel
- Tunel pieszy w Greenwich
- Tunel pieszy w Woolwich[15]
- Przeprawa promowa Woolwich Ferry[16]

Tramwaje wodne - Thames Clippers
Przystanie
- Greenwich Pier
- North Greenwich Pier
- Royal Arsenal Woolwich Pier

## Miejsca i muzea

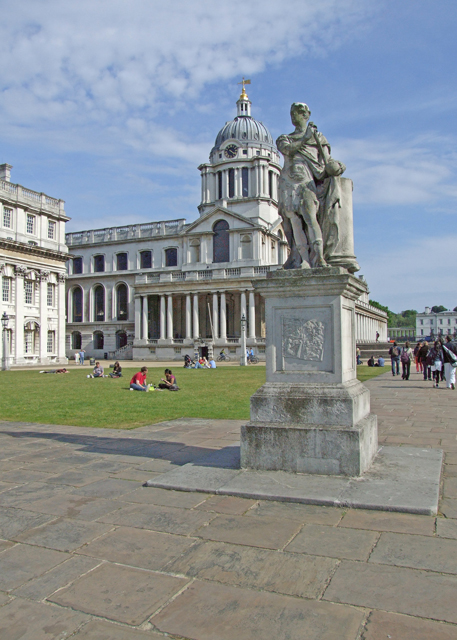
Uniwersytet Greenwich

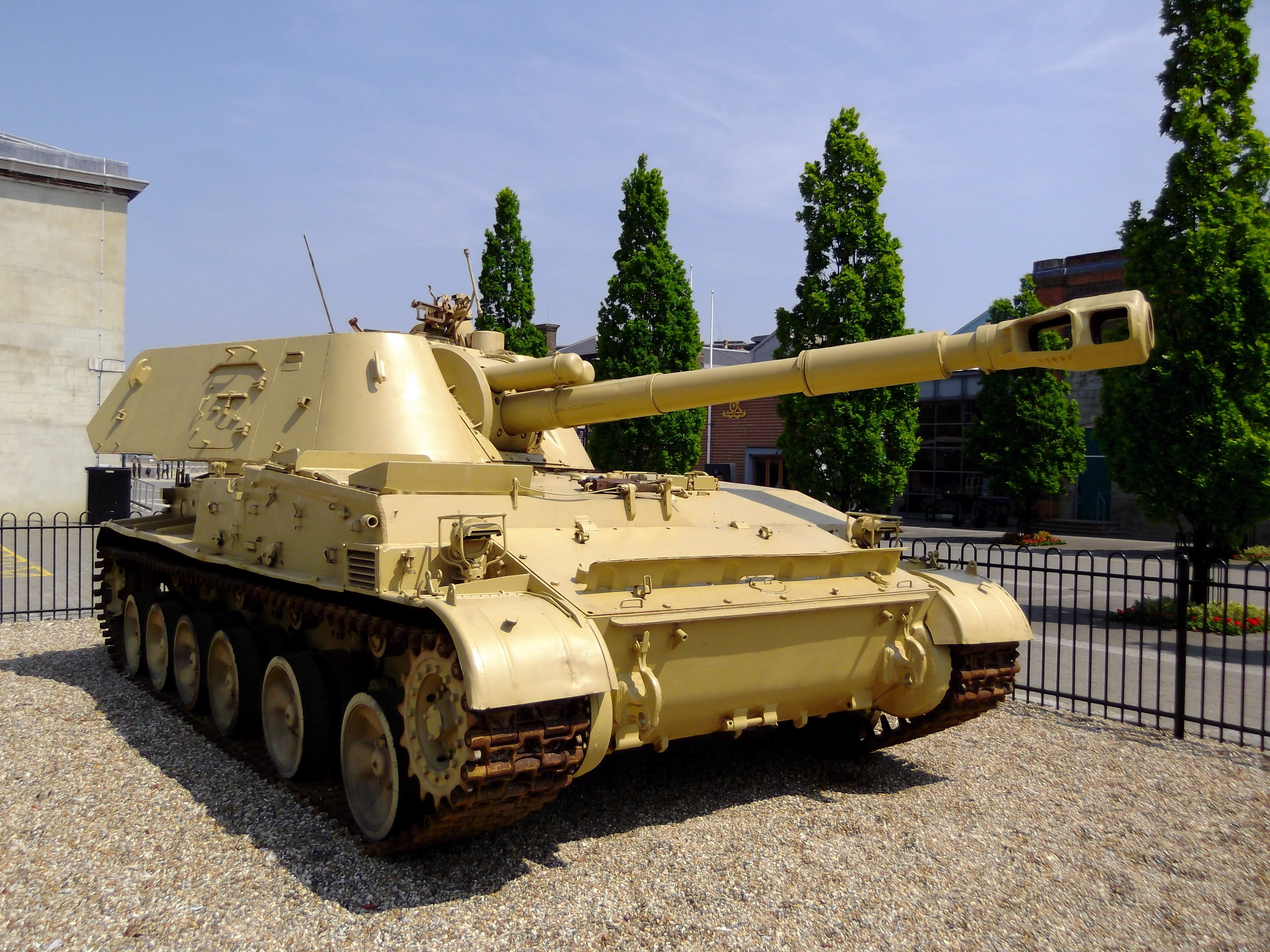
Firepower – The Royal Artillery Museum

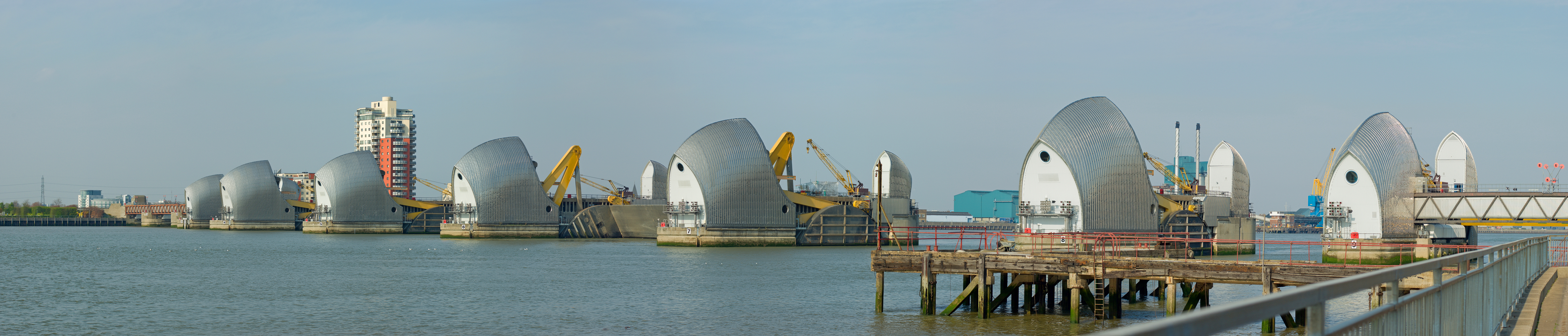
Thames Barrier

- Dawne Królewskie Obserwatorium Astronomiczne (The Royal Greenwich Astronomical Observatory). Zostało ono zbudowane przez króla Karola II w 1675 w celu poszerzania wiedzy geograficznej, mającej służyć dalszym kolonialnym podbojom. Na ścianie obserwatorium oznaczono przebieg południka zerowego, nazywanego także "południkiem Greenwich" (The Greenwich Meridian). Czas południka zerowego - Greenwich Mean Time (GMT) – do 1986 uznawano za standardowy czas uniwersalny. Później został zastąpiony przez Coordinated Universal Time (UTC). Po II wojnie światowej obserwatorium zostało przeniesione (ze względu na utrudniające obserwacje zadymienie powietrza oraz oświetlenie nieba przez światła Londynu) do miejscowości Hertsmonceux w Susseksie, zaś w jego budynku mieści się obecnie muzeum astronomiczne. Obserwatorium znajduje się w Parku Greenwich (The Greenwich Park)
- Dawna Królewska Szkoła Morska (The Old Royal Naval College) z budynkiem nazywanym the Queen’s House. Początkowo znajdował się tam tudorowski pałac Placentia; później - w XVII wieku -  na tym terenie rozpoczęto budowę potężnego pałacu królewskiego. Budynki były projektowane przez słynnych architektów: sir Christophera Wrena, Hawksmoora i Vanbrugha. W ciągu budowy ciągnącej się blisko wiek plany uległy zmianie i dużą część budynków przeznaczono na szpital dla marynarzy (The Royal Greenwich Hospital). W 1873 budynki przejęła Królewska Szkoła Morska, a w 1983 została ona przeobrażona w szkołę wojskową która została zamknięta w 1998 roku. Obecnie w budynkach znajdują się: 
  - Uniwersytet Greenwich;
  - uczelnia muzyczna Trinity College of Music która wraz z Laban Dance Centre (na granicy z Lewisham) tworzą Trinity Laban[18];
  - Narodowe Muzeum Morskie (The National Maritime Museum) które utworzono w 1937 i obejmuje budynki: Dom Królowej („The Queen’s House”) oraz znajdujący się budynek obok wcześniej należący do Royal Hospital School[19];
  - Grand Hall udostępniony dla zwiedzających z malowidłem James Thornhill.
- Royal Hospital School[20]
- Nad Tamizą znajdują się: sławny herbaciany kliper "Cutty Sark" oraz jacht Sir Francisa Chichestera "Gypsy Moth IV". "Cutty Sark" zbudowano w Szkocji w 1869 jako żaglowiec do przewozu herbaty z Chin. Był to w ówczesnych czasach najszybszy kliper mogący w ciągu dnia przepłynąć 350 mil
- Tunel pieszy w Greenwich
- Pałac Eltham
- Severndroog Castle
- Ranger's House - the Wernher Collection[21]
- The Fan Museum[22]
- Greenwich Theatre[23]
- Teatr Greenwich Playhouse[24]
- Firepower – The Royal Artillery Museum[25]
- Royal Artillery Barracks
- Stadion  The Valley siedziba klubu Charlton Athletic F.C.
- The O2 Arena
- Thames Barrier – jedna z największych ruchomych zapór przeciwpowodziowych na świecie[26]

## Letnie Igrzyska Olimpijskie 2012

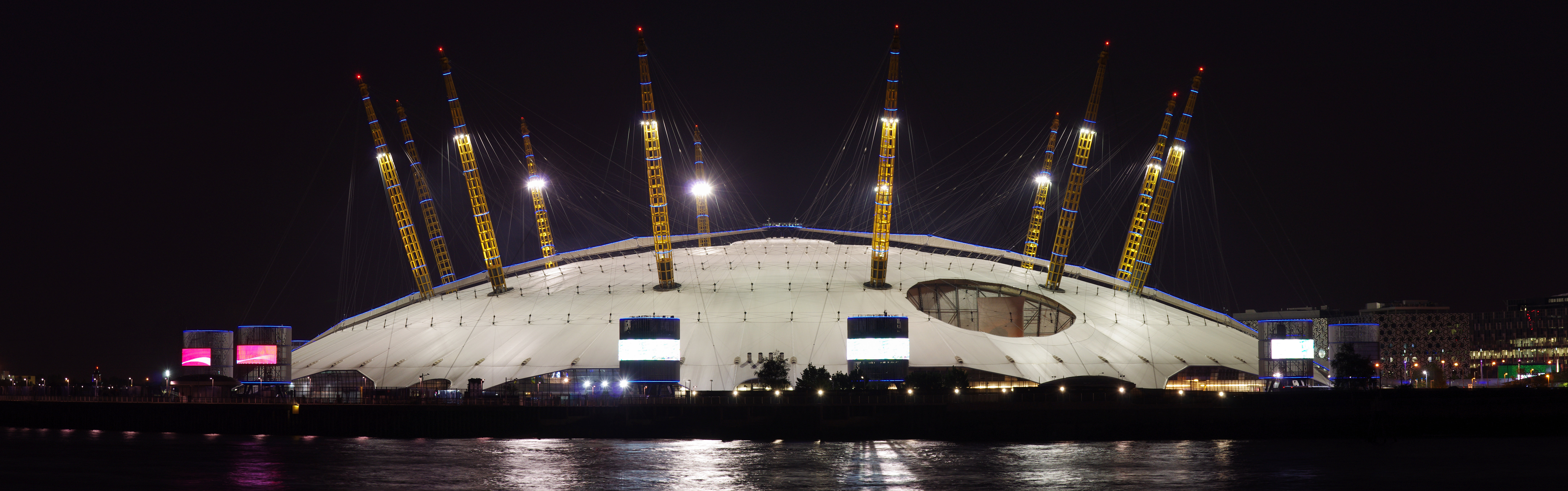
O2 Arena

W ramach Letnich Igrzysk Olimpijskich 2012 na terenie gminy Greenwich odbyły się zawody w następujących miejscach:
- Royal Artillery Barracks (strzelectwo i pięciobój nowoczesny);
- Greenwich Park (jeździectwo i  pięciobój nowoczesny);
- The O2 Arena/North Greenwich Arena (gimnastyka artystyczna, skoki na trampolinie, koszykówka - runda finałowa).

## Współpraca
- Olimpia, Grecja
- Tema, Ghana
- Reinickendorf, Niemcy
- Maribor, Słowenia